# خافيير فرنانديز هرنانديز
خافيير فرنانديز هرنانديز (بالإسبانية: Javier Fernández Hernández)‏ هو لاعب كرة قدم إسباني، ولد في 3 أغسطس 1997. لعب مع نادي جامعة مرسية.

## روابط خارجية
- خافيير فرنانديز هرنانديز على موقع قاعدة بيانات كرة القدم.إي يو (الإنجليزية)
- خافيير فرنانديز هرنانديز على موقع Soccerway.com (الإنجليزية)